# Докшайте, Даля
Даля Докшайте (4 мая 1955, Вильнюс Литовская ССР) — литовская художница. Член союза художников Литвы с 1995 года.

## Биография
В 1980 году окончила Вильнюсскую художественную академию. После окончания академии, работала художницей в государственном Шяуляйском драматическом театре, на Литовской киностудии и на телевидении. Была руководительницей молодёжной арт-студии.
С 1996 года работает в технике sie-I (яп. Sumi-e) и принимает участие в проводимых в Китае, Японии и во многих странах Европы выставках, где была удостоена множества высших наград. В частности выставка работ Д. Докшайте состоялась в Музее Мемориала Кавамуры в Японии и выставочной галерее литовского сейма.
С 1995 года — член Союза художников Литвы. С 1997 года — член Японского Союза Суми, с 2006 г. — член правления ассоциации Япония-Литва.
В 1998 году основала и возглавляет студию «Sumi-e and Calligraphy».
С 1976 года участвует в выставках. Первая её персональная выставка масляной живописи и сценографии состоялась в 1992 году.
Углубившись в культуру, философию, эстетику Востока, сравнивая её с древней культурой балтов, художница утверждает, что она находит всё больше сходства. Она изображает то, что ближе всего её сердцу — родину, её природу, течение времени. С помощью принципов искусства sie-I она стремится выразить литовскую душу, найти свое «я», свой путь в искусстве.